# Vörös és kék államok

2008–2020-as választások eredményei:

A vörös és kék államok (angolul: red states and blue states) politikai kifejezés, ami a 2000-es elnökválasztás után kezdett el elterjedni az Amerikai Egyesült Államokban. Olyan államokra használják a szavakat, amelyek főként egy pártra szavaznak – kék a Demokrata Pártra, vörös a Republikánus Pártra. Olyan államok, ahol általában változik az eredmény, a csatatérállam vagy a lila állam elnevezést kapják.
Minden államban van sok liberális és konzervatív szavazó, de az ország választási rendszere miatt, ami szerint minden elektort a győztes kap meg, tűnnek csak vörösnek vagy kéknek. Ennek köszönhetően 2016 és 2020 között mindössze öt állam váltott pártot, illetve 35 állam mindig ugyanarra a pártra szavazott, mióta a kifejezést elkezdték használni. Ugyan vannak államok, amik szinte sose váltanak pártot, idő elteltével nem kizárt, hogy kékből pirosak vagy pirosból kékek lesznek.

## Demográfia

### 2020
| Nem          | Férfiak | Nők |
| ------------ | ------- | --- |
| Donald Trump | 53      | 42  |
| Joe Biden    | 45      | 57  |

| Etnikum      | Fehér | Fekete | Latino | Ázsiai | Egyéb |
| ------------ | ----- | ------ | ------ | ------ | ----- |
| Donald Trump | 58    | 12     | 33     | 36     | 41    |
| Joe Biden    | 41    | 87     | 65     | 63     | 55    |

| Etnikum és nem | Fehér férfi | Fehér nő | Fekete férfi | Fekete nő | Latino férfi | Latino nő | Egyéb |
| -------------- | ----------- | -------- | ------------ | --------- | ------------ | --------- | ----- |
| Donald Trump   | 61          | 55       | 19           | 9         | 36           | 30        | 38    |
| Joe Biden      | 38          | 44       | 79           | 90        | 59           | 69        | 58    |

| Bevétel ($)  | <30 000 | 30–50 000 | 50–100 000 | 100–200 000 | 200 000< |
| ------------ | ------- | --------- | ---------- | ----------- | -------- |
| Donald Trump | 46      | 44        | 42         | 57          | 48       |
| Joe Biden    | 54      | 56        | 56         | 41          | 48       |

| Életkor      | 18-25 | 25-30 | 30-40 | 40-50 | 50-60 | 60+ |
| ------------ | ----- | ----- | ----- | ----- | ----- | --- |
| Donald Trump | 31    | 43    | 46    | 44    | 52    | 52  |
| Joe Biden    | 65    | 54    | 51    | 54    | 47    | 47  |

| Családi állapot | Házas | Egyedülálló | Házas férfi | Egyedülálló férfi | Házas nő | Egyedülálló nő |
| --------------- | ----- | ----------- | ----------- | ----------------- | -------- | -------------- |
| Donald Trump    | 53    | 40          | 55          | 45                | 42       | 36             |
| Joe Biden       | 45    | 58          | 43          | 52                | 57       | 62             |

| Vallás       | Katolikus | Protestáns/Más keresztény | Zsidó | Egyik se | Egyéb |
| ------------ | --------- | ------------------------- | ----- | -------- | ----- |
| Donald Trump | 47        | 60                        | 22    | 31       | 29    |
| Joe Biden    | 52        | 39                        | 76    | 65       | 68    |

| Szexualitás  | LMBT | Nem-LMBT |
| ------------ | ---- | -------- |
| Donald Trump | 27   | 48       |
| Joe Biden    | 64   | 51       |

| Lakhely      | Város | Külváros | Vidék |
| ------------ | ----- | -------- | ----- |
| Donald Trump | 38    | 48       | 57    |
| Joe Biden    | 60    | 50       | 42    |

### Elnökválasztási eredmények 1972 óta
| Év | 1972 | 1976 | 1980 | 1984 | 1988 | 1992 | 1996 | 2000 | 2004 | 2008 | 2012 | 2016 | 2020 |
| Demokrata Republikánus (világosabb színezés 5%-nál kisebb különbséget jelez) A győztes megszerezte a szavazatok relatív többségét, de az abszolút többséget nem A győztes nem szerezte meg a szavazatok relatív-, és abszolút többségét sem | Demokrata Republikánus (világosabb színezés 5%-nál kisebb különbséget jelez) A győztes megszerezte a szavazatok relatív többségét, de az abszolút többséget nem A győztes nem szerezte meg a szavazatok relatív-, és abszolút többségét sem | Demokrata Republikánus (világosabb színezés 5%-nál kisebb különbséget jelez) A győztes megszerezte a szavazatok relatív többségét, de az abszolút többséget nem A győztes nem szerezte meg a szavazatok relatív-, és abszolút többségét sem | Demokrata Republikánus (világosabb színezés 5%-nál kisebb különbséget jelez) A győztes megszerezte a szavazatok relatív többségét, de az abszolút többséget nem A győztes nem szerezte meg a szavazatok relatív-, és abszolút többségét sem | Demokrata Republikánus (világosabb színezés 5%-nál kisebb különbséget jelez) A győztes megszerezte a szavazatok relatív többségét, de az abszolút többséget nem A győztes nem szerezte meg a szavazatok relatív-, és abszolút többségét sem | Demokrata Republikánus (világosabb színezés 5%-nál kisebb különbséget jelez) A győztes megszerezte a szavazatok relatív többségét, de az abszolút többséget nem A győztes nem szerezte meg a szavazatok relatív-, és abszolút többségét sem | Demokrata Republikánus (világosabb színezés 5%-nál kisebb különbséget jelez) A győztes megszerezte a szavazatok relatív többségét, de az abszolút többséget nem A győztes nem szerezte meg a szavazatok relatív-, és abszolút többségét sem | Demokrata Republikánus (világosabb színezés 5%-nál kisebb különbséget jelez) A győztes megszerezte a szavazatok relatív többségét, de az abszolút többséget nem A győztes nem szerezte meg a szavazatok relatív-, és abszolút többségét sem | Demokrata Republikánus (világosabb színezés 5%-nál kisebb különbséget jelez) A győztes megszerezte a szavazatok relatív többségét, de az abszolút többséget nem A győztes nem szerezte meg a szavazatok relatív-, és abszolút többségét sem | Demokrata Republikánus (világosabb színezés 5%-nál kisebb különbséget jelez) A győztes megszerezte a szavazatok relatív többségét, de az abszolút többséget nem A győztes nem szerezte meg a szavazatok relatív-, és abszolút többségét sem | Demokrata Republikánus (világosabb színezés 5%-nál kisebb különbséget jelez) A győztes megszerezte a szavazatok relatív többségét, de az abszolút többséget nem A győztes nem szerezte meg a szavazatok relatív-, és abszolút többségét sem | Demokrata Republikánus (világosabb színezés 5%-nál kisebb különbséget jelez) A győztes megszerezte a szavazatok relatív többségét, de az abszolút többséget nem A győztes nem szerezte meg a szavazatok relatív-, és abszolút többségét sem | Demokrata Republikánus (világosabb színezés 5%-nál kisebb különbséget jelez) A győztes megszerezte a szavazatok relatív többségét, de az abszolút többséget nem A győztes nem szerezte meg a szavazatok relatív-, és abszolút többségét sem | Demokrata Republikánus (világosabb színezés 5%-nál kisebb különbséget jelez) A győztes megszerezte a szavazatok relatív többségét, de az abszolút többséget nem A győztes nem szerezte meg a szavazatok relatív-, és abszolút többségét sem |
| --- | --- | --- | --- | --- | --- | --- | --- | --- | --- | --- | --- | --- | --- |
| Demokrata jelölt | George McGovern | Jimmy Carter | Jimmy Carter | Walter Mondale | Michael Dukakis | Bill Clinton | Bill Clinton | Al Gore | John Kerry | Barack Obama | Barack Obama | Hillary Clinton | Joe Biden |
| Republikánus jelölt | Richard Nixon | Gerald Ford | Ronald Reagan | Ronald Reagan | George H. W. Bush | George H. W. Bush | Bob Dole | George W. Bush | George W. Bush | John McCain | Mitt Romney | Donald Trump | Donald Trump |
| Összesített szavazatszám | Nixon | Carter | Reagan | Reagan | Bush | Clinton | Clinton | Gore | Bush | Obama | Obama | Clinton | Biden |
| Alabama | Nixon | Carter | Reagan | Reagan | Bush | Bush | Dole | Bush | Bush | McCain | Romney | Trump | Trump |
| Alaszka | Nixon | Ford | Reagan | Reagan | Bush | Bush | Dole | Bush | Bush | McCain | Romney | Trump | Trump |
| Arizona | Nixon | Ford | Reagan | Reagan | Bush | Bush | Clinton | Bush | Bush | McCain | Romney | Trump | Biden |
| Arkansas | Nixon | Carter | Reagan | Reagan | Bush | Clinton | Clinton | Bush | Bush | McCain | Romney | Trump | Trump |
| Colorado | Nixon | Ford | Reagan | Reagan | Bush | Clinton | Dole | Bush | Bush | Obama | Obama | Clinton | Biden |
| Connecticut | Nixon | Ford | Reagan | Reagan | Bush | Clinton | Clinton | Gore | Kerry | Obama | Obama | Clinton | Biden |
| Delaware | Nixon | Carter | Reagan | Reagan | Bush | Clinton | Clinton | Gore | Kerry | Obama | Obama | Clinton | Biden |
| Dél-Dakota | Nixon | Ford | Reagan | Reagan | Bush | Bush | Dole | Bush | Bush | McCain | Romney | Trump | Trump |
| Dél-Karolina | Nixon | Carter | Reagan | Reagan | Bush | Bush | Dole | Bush | Bush | McCain | Romney | Trump | Trump |
| District of Columbia | McGovern | Carter | Carter | Mondale | Dukakis | Clinton | Clinton | Gore | Kerry | Obama | Obama | Clinton | Biden |
| Észak-Dakota | Nixon | Ford | Reagan | Reagan | Bush | Bush | Dole | Bush | Bush | McCain | Romney | Trump | Trump |
| Észak-Karolina | Nixon | Carter | Reagan | Reagan | Bush | Bush | Dole | Bush | Bush | Obama | Romney | Trump | Trump |
| Florida | Nixon | Carter | Reagan | Reagan | Bush | Bush | Clinton | Bush | Bush | Obama | Obama | Trump | Trump |
| Georgia | Nixon | Carter | Carter | Reagan | Bush | Clinton | Dole | Bush | Bush | McCain | Romney | Trump | Biden |
| Hawaii | Nixon | Carter | Carter | Reagan | Dukakis | Clinton | Clinton | Gore | Kerry | Obama | Obama | Clinton | Biden |
| Idaho | Nixon | Ford | Reagan | Reagan | Bush | Bush | Dole | Bush | Bush | McCain | Romney | Trump | Trump |
| Illinois | Nixon | Ford | Reagan | Reagan | Bush | Clinton | Clinton | Gore | Kerry | Obama | Obama | Clinton | Biden |
| Indiana | Nixon | Ford | Reagan | Reagan | Bush | Bush | Dole | Bush | Bush | Obama | Romney | Trump | Trump |
| Iowa | Nixon | Ford | Reagan | Reagan | Dukakis | Clinton | Clinton | Gore | Bush | Obama | Obama | Trump | Trump |
| Kalifornia | Nixon | Ford | Reagan | Reagan | Bush | Clinton | Clinton | Gore | Kerry | Obama | Obama | Clinton | Biden |
| Kansas | Nixon | Ford | Reagan | Reagan | Bush | Bush | Dole | Bush | Bush | McCain | Romney | Trump | Trump |
| Kentucky | Nixon | Carter | Reagan | Reagan | Bush | Clinton | Clinton | Bush | Bush | McCain | Romney | Trump | Trump |
| Louisiana | Nixon | Carter | Reagan | Reagan | Bush | Clinton | Clinton | Bush | Bush | McCain | Romney | Trump | Trump |
| Maine | Nixon | Ford | Reagan | Reagan | Bush | Clinton (2 elektor – AL és 01) | Clinton | Gore (2 elektor – AL és 01) | Kerry | Obama | Obama | Clinton (at-large) | Biden (2 elektor – AL és 01) |
| Maine | Nixon | Ford | Reagan | Reagan | Bush | Clinton (2 elektor – AL és 01) | Clinton | Gore (2 elektor – AL és 01) | Kerry | Obama | Obama | Clinton (1 elektor – ME–01) | Biden (2 elektor – AL és 01) |
| Maine | Nixon | Ford | Reagan | Reagan | Bush | Clinton (1 elektor – ME–02) | Clinton | Gore (1 elektor – ME–02) | Kerry | Obama | Obama | Trump (1 elektor – ME–02) | Trump (1 elektor – ME–02) |
| Maryland | Nixon | Carter | Carter | Reagan | Bush | Clinton | Clinton | Gore | Kerry | Obama | Obama | Clinton | Biden |
| Massachusetts | McGovern | Carter | Reagan | Reagan | Dukakis | Clinton | Clinton | Gore | Kerry | Obama | Obama | Clinton | Biden |
| Michigan | Nixon | Ford | Reagan | Reagan | Bush | Clinton | Clinton | Gore | Kerry | Obama | Obama | Trump | Biden |
| Minnesota | Nixon | Carter | Carter | Mondale | Dukakis | Clinton | Clinton | Gore | Kerry | Obama | Obama | Clinton | Biden |
| Mississippi | Nixon | Carter | Reagan | Reagan | Bush | Bush | Dole | Bush | Bush | McCain | Romney | Trump | Trump |
| Missouri | Nixon | Carter | Reagan | Reagan | Bush | Clinton | Clinton | Bush | Bush | McCain | Romney | Trump | Trump |
| Montana | Nixon | Ford | Reagan | Reagan | Bush | Clinton | Dole | Bush | Bush | McCain | Romney | Trump | Trump |
| Nebraska | Nixon | Ford | Reagan | Reagan | Bush | Bush | Dole | Bush | Bush | McCain (3 elektor – AL, NE–01, NE–03) | Romney | Trump (3 elektor – AL, NE–01, NE–03) | Trump (3 elektor – AL, NE–01, NE–03) |
| Nebraska | Nixon | Ford | Reagan | Reagan | Bush | Bush | Dole | Bush | Bush | Obama (1 elektor – NE–02) | Romney | Trump (1 elektor – NE–02) | Biden (1 elektor – NE–02) |
| Nevada | Nixon | Ford | Reagan | Reagan | Bush | Clinton | Clinton | Bush | Bush | Obama | Obama | Clinton | Biden |
| New Hampshire | Nixon | Ford | Reagan | Reagan | Bush | Clinton | Clinton | Bush | Kerry | Obama | Obama | Clinton | Biden |
| New Jersey | Nixon | Ford | Reagan | Reagan | Bush | Clinton | Clinton | Gore | Kerry | Obama | Obama | Clinton | Biden |
| New York | Nixon | Carter | Reagan | Reagan | Dukakis | Clinton | Clinton | Gore | Kerry | Obama | Obama | Clinton | Biden |
| Nyugat-Virginia | Nixon | Carter | Carter | Reagan | Dukakis | Clinton | Clinton | Bush | Bush | McCain | Romney | Trump | Trump |
| Ohio | Nixon | Carter | Reagan | Reagan | Bush | Clinton | Clinton | Bush | Bush | Obama | Obama | Trump | Trump |
| Oklahoma | Nixon | Ford | Reagan | Reagan | Bush | Bush | Dole | Bush | Bush | McCain | Romney | Trump | Trump |
| Oregon | Nixon | Ford | Reagan | Reagan | Dukakis | Clinton | Clinton | Gore | Kerry | Obama | Obama | Clinton | Biden |
| Pennsylvania | Nixon | Carter | Reagan | Reagan | Bush | Clinton | Clinton | Gore | Kerry | Obama | Obama | Trump | Biden |
| Rhode Island | Nixon | Carter | Carter | Reagan | Dukakis | Clinton | Clinton | Gore | Kerry | Obama | Obama | Clinton | Biden |
| Tennessee | Nixon | Carter | Reagan | Reagan | Bush | Clinton | Clinton | Bush | Bush | McCain | Romney | Trump | Trump |
| Texas | Nixon | Carter | Reagan | Reagan | Bush | Bush | Dole | Bush | Bush | McCain | Romney | Trump | Trump |
| Utah | Nixon | Ford | Reagan | Reagan | Bush | Bush | Dole | Bush | Bush | McCain | Romney | Trump | Trump |
| Új-Mexikó | Nixon | Ford | Reagan | Reagan | Bush | Clinton | Clinton | Gore | Bush | Obama | Obama | Clinton | Biden |
| Vermont | Nixon | Ford | Reagan | Reagan | Bush | Clinton | Clinton | Gore | Kerry | Obama | Obama | Clinton | Biden |
| Virginia | Nixon | Ford | Reagan | Reagan | Bush | Bush | Dole | Bush | Bush | Obama | Obama | Clinton | Biden |
| Washington | Nixon | Ford | Reagan | Reagan | Dukakis | Clinton | Clinton | Gore | Kerry | Obama | Obama | Clinton | Biden |
| Wisconsin | Nixon | Carter | Reagan | Reagan | Dukakis | Clinton | Clinton | Gore | Kerry | Obama | Obama | Trump | Biden |
| Wyoming | Nixon | Ford | Reagan | Reagan | Bush | Bush | Dole | Bush | Bush | McCain | Romney | Trump | Trump |